# Ловелл (округ Оксфорд, Мен)
Ловелл (англ. Lovell) — місто (англ. town) в США, в окрузі Оксфорд штату Мен. Населення — 1104 особи (2020).

## Демографія
Згідно з переписом 2010 року, у місті мешкало 1140 осіб у 477 домогосподарствах у складі 339 родин. Було 1227 помешкань
Расовий склад населення:
| - 97,4 % — білих - 0,4 % — чорних або афроамериканців - 0,4 % — азіатів - 0,3 % — корінних американців - 0,1 % — вихідців з тихоокеанських островів |

До двох чи більше рас належало 1,5 %. Частка іспаномовних становила 0,9 % від усіх жителів.
За віковим діапазоном населення розподілялося таким чином: 21,9 % — особи молодші 18 років, 58,6 % — особи у віці 18—64 років, 19,5 % — особи у віці 65 років та старші. Медіана віку мешканця становила 49,8 року. На 100 осіб жіночої статі у місті припадало 94,9 чоловіків;  на 100 жінок у віці від 18 років та старших — 96,5 чоловіків також старших 18 років.
Середній дохід на одне домашнє господарство  становив 71 100 доларів США (медіана — 55 521), а середній дохід на одну сім'ю — 78 369 доларів (медіана — 67 000). Медіана доходів становила 43 750 доларів для чоловіків та 45 417 доларів для жінок. За межею бідності перебувало 7,6 % осіб, у тому числі 13,2 % дітей у віці до 18 років та 8,2 % осіб у віці 65 років та старших.
Цивільне працевлаштоване населення становило 483 особи. Основні галузі зайнятості: освіта, охорона здоров'я та соціальна допомога — 24,0 %, будівництво — 14,9 %, роздрібна торгівля — 12,2 %.